# Горни-Теслич
Горни-Теслич (серб. Бања Врућица) —  населённый пункт (село) в общине Теслич, который принадлежит энтитету Республике Сербской, Босния и Герцеговина. Расположен в 5 км к юго-западу от центра города Теслич.

## Население
Численность населения села Горни-Теслич по переписи 2013 года составила 2 069 человек.
Этнический состав населения населённого пункта по данным переписи 1991 года:
- боснийские мусульмане — 1.095 (73,53 %),
- сербы — 374 (25,11 %),
- югославы — 11 (0,73 %),
- хорваты — 1 (0,06 %),
- прочие — 8 (0,53 %).

Всего: 1.489 чел.